# Bylica (Postomino)
Bylica (deutsch Schönenberg) ist ein Dorf in der Woiwodschaft Westpommern in Polen. Es gehört zur Gmina Postomino (Gemeinde Pustamin) im Powiat Sławieński (Schlawer Kreis).

## Geographische Lage
Bylica ist ein kleines Bauerndorf, 16 Kilometer nördlich der Kreisstadt Sławno, 12 Kilometer nordöstlich von Darłowo (Rügenwalde) und 4 Kilometer düslich der Ostseeküste. Es liegt an einer Nebenstraße, die Wszedzień (Scheddin) mit Naćmierz (Natzmershagen) verbindet und kann über die Woiwodschaftsstraße 203 im Abzweig Karsino (Karzin) erreicht werden. Die nächste Bahnstation ist Darłowo.
Bylica liegt auf etwa 10 Metern Höhe über NN. an einer Senke, die im südlichen Teil vom ehemals so genannten Bülsbach durchflossen wird. Die Grundmoränen-Höhenzüge, auf denen die Nachbargemeinden liegen, steigen im Süden bis zu 66 Metern, im Norden bis zu 23 Metern über NN. an. Umgrenzt wird Bylica von den Orten: Barzowice (Barzwitz) und Rusinowo (Rützenhagen) im Westen, Naćmierz (Natzmershagen) im Norden, Wszedzień (Scheddin) im Osten, und Dzierżęcin (Dörsenthin) im Süden.

## Geschichte
Seit Errichtung des Rügenwalder Amtes gehört Schönenberg dazu. 1559 wird es wegen seiner Leistungen zum Unterhalt der Rügenwalder Vikarie genannt. 1682 wird mit Rützenhagen (heute polnisch: Rusinowo) ein Grenzvertrag geschlossen, und um 1780 werden im Dorf genannt: 1 Freischulze, 5 Bauern, 2 Büdner und 1 Hirtenkaten.
1818 waren in Schönenberg 60 Einwohner gemeldet. Ihre Zahl stieg bis 1885 auf 125 und betrug 1939 noch 119. Vor 1945 gehörte der Ort zum Amt Neuenhagen (Jezierzany), zum Standesamt Natzmershagen (Naćmierz) und zum Amtsgericht Rügenwalde (Darłowo) im Landkreis Schlawe i. Pom. im Regierungsbezirk Köslin der preußischen Provinz Pommern.
Am 8. März 1945 besetzten russische Truppen das Dorf. Die Höfe gingen in polnische Hand über. Die Vertreibung der deutschen Bevölkerung erfolgte zu Weihnachten 1945. Schönenberg erhielt die Bezeichnung Bylica und ist heute ein Teil der Gmina Postomino im Powiat Sławieński in der Woiwodschaft Westpommern (bis 1998 Woiwodschaft Stolp, deren Westgrenze damals auch die Westgrenze der Gemarkung Bylica war).

## Kirche
Die Bevölkerung von Schönenberg war vor 1945 durchweg evangelisch. Das Dorf gehörte zum Kirchspiel Rützenhagen (Rusinowo) im Kirchenkreis Rügenwalde (Darłowo) in der Kirchenprovinz Pommern der Kirche der Altpreußischen Union. Letzter deutscher Geistlicher war Pfarrer Franz Birken, der von Barzwitz aus den Vertretungsdienst innehatte.
Seit 1945 ist die Bevölkerung von Bylica mehrheitlich römisch-katholisch. Das Dorf gehört weiterhin nach Rusinowo, wobei dieser Ort keine selbständige Kirchengemeinde, sondern Filialkirche zur Pfarrei Łącko (Lanzig) ist. Sie gehört zum Dekanat Ustka (Stolpmünde) im Bistum Köslin-Kolberg der Katholischen Kirche in Polen. Evangelische Einwohner von Bylica sind dem Pfarramt Koszalin (Köslin) in der Diözese Pommern-Großpolen der Evangelisch-Augsburgischen Kirche in Polen zugeordnet.

## Schule
In Schönenberg bestand bis 1940 eine Volksschule, die dann – mangels Kindern – geschlossen wurde. Schuleinzugsbereich war danach Natzmershagen.